# Johann Friedrich Binder
Johann Friedrich Binder (magyarosan Binder János Frigyes; Nagyszeben, 1801. október 17. – Nagydisznód, 1859. december 20.) erdélyi szász gyógyszerész.

## Élete és munkássága
A pesti egyetemen szerzett gyógyszerészi oklevelet, azután a nagyszebeni gyógyszertárban segédeskedett; később a Jósika bárónő csákigorbói cukorgyárának építését és beruházását vezette. Miután Brassóban egy ideig a Becker-féle gyógyszertárt igazgatta, 1831-ben saját gyógyszertárt nyitott Nagydisznódon. A természettudományokat különösen kedvelvén, Erdély ásványvizeit vegyelemezte. Az ő nevéhez fűződik az iszapvulkánok első tudományos említése (1844).

## Munkái
- Die vortheilhafte Benützung der Runkelrüben in der Haus- und Land-Wirthschaft. Nagyszeben [Hermannstadt], 1842.
- Verzeichniss der in Siebenbürgen wildwachsenden nutzbaren Pffanzen. Nagyszeben [Hermannstadt], 1843.
- Die drei kochenden Hügel. Transsilvania, Beibl. z. Siebenbürger Boten, V/92., 415. Nagyszeben [Hermannstadt], 1844.